# Phrixgnathus levis
Phrixgnathus levis är en snäckart som först beskrevs av Suter 1913.  Phrixgnathus levis ingår i släktet Phrixgnathus och familjen punktsnäckor. Inga underarter finns listade i Catalogue of Life.